# KayBlack
Kaique Menezes, conegut pel nom artístic KayBlack   (São Paulo, 12 de març de 2000), és un músic brasiler que destaca per fer una mescla entre funk i rap. L'abril del 2023, es va tornar el segon artista més escoltat a Spotify al Brasil.
Ha col·laborat amb artistes com ara Xamã, Orochi i Tropkillaz. També ha guanyat cert renom en el món de la moda representant marques de luxe internacionalment.
Ha estat inspirat per MC PP da VS, Roddy Ricch, Neguinho da Kaxeta, Felipe Boladão, MC Daleste i Zói de Gato. A més, té influències del pagode, el gènere musical predilecte de son pare.

## Carrera
Va començar la trajectòria com a artista a 12 anys en el funk: va ser quan va escriure els primers temes. Al principi feia de productor musical del seu germà. Això va canviar quan el 2020 va publicar el senzill «Bandido Mau», que va rebre més de 5 milions de visualitzacions a YouTube. Aleshores formava part del segell Elenko Music. El 2022, va aparèixer juntament amb el seu germà a la llista Forbes Under 30.
Més endavant, el 2023, va llançar l'EP de debut Contradições, en què participen Vulgo FK, Veigh i Baco Exu do Blues. El març d'aquell any va signar un contracte amb Warner Music Brasil. A l'abril va arribar a ser el segon artista més escoltat a Spotify a escala nacional i va superar fins i tot personalitats que havien cultivat el gènere del sertanejo.

## Vida personal
Provinent d'una família d'artistes, el seu germà més destacat és el raper MC Caverinha. Són sis fills en total. Van viure una situació difícil quan el 2017 els van desnonar del seu habitatge.

## Discografia
- Contradições (EP, 2023)